# Antonio Marinuzzi
Antonio Marinuzzi est un homme politique italien, né à Palerme le 25 août 1851, mort à Palerme le 19 avril 1917.

## Biographie
Laurea en droit, Antonio Marinuzzi est avocat, président de l'ordre des avocats de Palerme.
Candidat de la gauche lors des élections législatives d'octobre 1890 dans la première circonscription de Palerme (Palazzo Reale), il est élu dans le sillage de Francesco Crispi, les quatre circonscriptions de Palerme envoyant des candidats crispistes à la Chambre. En revanche, lors des législatives de 1892, Crispi ne parvient qu'à être reconduit dans le deuxième circonscription aux côtés de Simone Cuccia dans la quatrième (Tribunaux) contre Valentino Caminneci soutenu par la mafia, alors que ses deux autres candidats, Marinuzzi et Muratori, échouent respectivement face au régionaliste Palizzolo et au modéré prince de Trabia (3e, Molo).
Après la démission d'Eugenio Oliveri et la nomination d'un commissaire royal, les élections de juillet 1900 qui ne donnent aucun parti majoritaire (32 sièges pour les libéraux, 20 pour les catholiques, 18 pour les socialistes et 10 pour les radicaux). Antonio est élu maire à l'unanimité en août 1900, mais démissionne face à l'impossibilité de former une équipe municipale provoquant la dissolution de l'assemblée municipale et de nouvelles élections. Il est le assessore anziano (it) de la municipalité qui suit le nouveau scrutin de septembre 1900 menée par Paolo Beccadelli di Camporeale.
Quand meurt Crispi en 1901, il affronte un autre fidèle de l'ancien président du conseil, Angelo Muratori, pour lui succéder à la Chambre comme représentant du deuxième collège de Palerme au cours de la XXIe législature. Soutenu par les modérés, le quotidien La Sicilia Cattolica et une commission présidée par le duc de Verdura, et composée également du prince de Scalea et des anciens maires Paternò et Oliveri, il bat largement le 8 septembre Angelo Muratori qui a les préférences des opposants de l'ancienne junte du prince de Camporeale. Il est réélu lors des élections législatives italiennes de 1904 dans la même circonscription. Il siège parmi la gauche.
Il est battu en 1909 face au catholique Antonino Pecoraro Lombardo, avocat de Carini. Il paye peut-être électoralement son approbation de la loi en faveur de l'Ospedale Civico défavorable aux confréries religieuses, mais il subit surtout le retour des catholiques sur la scène politique sicilienne.
Il est nommé sénateur du royaume le 3 juin 1911.
Il est membre de la Société sicilienne pour l'histoire de la Patrie.
Il est le père de Gino Marinuzzi, chef d'orchestre.

## Décorations
- Commandeur de l'Ordre des Saints-Maurice-et-Lazare (27 avril 1913)
- Grand officier de l'Ordre de la Couronne d'Italie